# Marta Fernández
Marta Fernández (21 de dezembro de 1981) é uma ex-basquetebolista profissional espanhola.

## Carreira
Marta Fernández integrou Seleção Espanhola de Basquetebol Feminino em Atenas 2004, terminando na sexta posição.